# 京都府立林業大学校
京都府立林業大学校（きょうとふりつりんぎょうだいがっこう、英語: Kyoto Prefectural College of Forestry）は、京都府京丹波町に本部を置く教育訓練機関である。2012年に西日本初の林業大学校として設置された。
森林林業科は林業専攻と森林公共人材専攻の2つのコースがあり、2年制で伐採法などの林業の技術や森林保全活動などが学べる。開校後に全国で同様の学校が増えたため、2016年度から2018年度は定員割れとなった。
特徴に、チェーンソーなどを製造するスチール社の協力による専門技術スタッフの派遣やドイツでの研修などが挙げられる。実習林、校舎、学生の宿舎は地元の京丹波町から提供・貸与を受けている。

## 教育体系
- 森林林業科 - 卒業の要件に10種類の資格取得がある[3]。
  - 林業専攻 - 履修後に高性能林業機械操作士の資格称号が使える。
  - 森林公共人材専攻 - 履修後に森林公共政策士の資格称号が使える。公共政策の専門講義は京都府立大学が提供している。
- 研修科
  - 林業トレーニングコース
  - 経営高度化コース
  - 森林保全・鳥獣害対策コース
  - 森と木の文化コース